# Schizocosa arua
Schizocosa arua este o specie de păianjeni din genul Schizocosa, familia Lycosidae. A fost descrisă pentru prima dată de Strand, 1911. Conform Catalogue of Life specia Schizocosa arua nu are subspecii cunoscute.